# Wahiawa
Wahiawa är en stad i Honolulu County, Hawaii, USA med 16 151 invånare (2000).
Sjöar och andra vattensamlingar är sällsynta på Hawaii och Wahiawa är unikt på så sätt att staden på tre sidor omges av Lake Wilson, även kallad Wahiawareservoaren eller Kaukonahua. För att komma till staden måste man använda någon av de två broarna längs vägen Kamehameha Highway. Broarna går över de smala delarna av reservoaren.
I Wahiawa spelades filmerna Härifrån till evigheten (1953) och Pearl Harbor (2001) in.